# Tulagi
Tulagi, menos comúnmente Tulaghi, es una pequeña isla, con unas dimensiones de 5'5 km por 1 km en las Islas Salomón, al sur de las Islas Florida. La ciudad del mismo nombre que la isla, (1750 hab.) fue la capital del Protectorado de las Islas Salomón de 1896 a 1942, y es a día de hoy la capital de la Provincia Central.

## Historia
Los primeros europeos que la avistaron fueron los españoles en la expedición de Álvaro de Mendaña en 1568.

### Segunda Guerra Mundial
Japón ocupó Tulagi el 3 de mayo de 1942, con la intención de establecer una base aérea. Los barcos presentes en Tulagi fueron atacados por aviones del USS Yorktown al día siguiente, en el preludio de la batalla del Mar del Coral.
Las fuerzas estadounidenses, primeramente los Marine Raiders, arribaron el 7 de agosto y se adueñaron de Tulagi tras un día de duros combates.
Tras esta conquista, Tulagi fue una importante base naval estadounidense durante la guerra del Pacífico y tuvo un papel destacado en combates como la batalla naval de Guadalcanal.

### Presente
A día de hoy, Tulagi es un importante puerto pesquero de las Islas Salomón.